# Катя Вінтер
Катя Вінтер (англ. Katia Winter; нар. 13 жовтня 1983, Стокгольм, Швеція) — шведська акторка.

## Біографія
Вінтер народилася в Стокгольмі, Швеція. Здобула освіту з акторського мистецтва та монтажу фільмів у Лондоні, де й виросла.

## Кар'єра
Акторська кар'єра почалася з британського фільму та телебачення. Після переїзду до США Вінтер отримала головну жіночу роль у бойовику «Вбивчі ігри», де зіграла разом з Семюелем Л. Джексоном.
У 2012 зіграла періодичну роль української стрептизерки Наді у серіалі «Декстер». Через рік виходить серіал «Сонна лощина», в якому Вітер отримала постійну роль.

## Особисте життя
У 2013 одружилася з музикантом Джессом Гліком. У лютому 2016 року стало відомо, що Катя подала на розлучення.

## Фільмографія

### Фільми
| Рік  | Назва                             | Оригінальна назва           | Роль               | Примітки        |
| ---- | --------------------------------- | --------------------------- | ------------------ | --------------- |
| 2005 | «Бугі в „Стокгольмі“»             | Stockholm Boogie            | дівчина на вечірці |                 |
| 2005 | «Шторм»                           | Storm                       | дівчина в барі     |                 |
| 2007 | «Нічні наркомани»                 | Night Junkies               | Рубі Стоун         |                 |
| 2007 | «Пророк»                          | The Seer                    | Ада                |                 |
| 2008 | «Ідеальне життя»                  | The Perfect Life            | Зоі                | короткометражка |
| 2009 | «Неприбрана постіль»              | Unmade Beds                 | Ханна              |                 |
| 2009 | «Меліс в Країні чудес»            | Malice in Wonderland        | Свід               |                 |
| 2009 | «Молись та біжи»                  | Prey and Escape             | дівчина            | короткометражка |
| 2009 | «З однаковим успіхом»             | Level Playing Field         | Хелен              | короткометражка |
| 2009 | «Баррі Браун»                     | Barry Brown                 | Елізабет Сперров   | короткометражка |
| 2010 | «Симетрія кохання»                | The Symmetry of Love        | Енжи               |                 |
| 2010 | «Анафілаксія»                     | Anaphylaxis                 | поет               |                 |
| 2011 | «Фрея»                            | Freya                       | Фрея               | короткометражка |
| 2011 | «Всюди і ніде»                    | Everywhere and Nowhere      | Белла              |                 |
| 2011 | «Вбивчі ігри»                     | Arena                       | Мілла              |                 |
| 2012 | «Така любов»                      | Love Sick Love              | Дорі               |                 |
| 2013 | «Поліцейський»                    | Fedz                        | Алессандра Ренфрід |                 |
| 2013 | «Розділ Банши»                    | Banshee Chapter             | Анна Роланд        |                 |
| 2013 | «З незнайомцем»                   | Stranger Within             | Софі               |                 |
| 2013 | «Трагедія на сільському цвинтарі» | Tragedi på en lantkyrkogård | Барбара            | телефільм       |
| 2014 | «Місяць»                          | Luna                        | Ембер              |                 |
| 2015 | «Лицар кубків»                    | Knight of Cups              | Кейт               |                 |
| 2016 | «Негатив»                         | Negative                    | Наталі             |                 |

### Серіали
| Рік       | Назва                       | Оригінальна назва | Роль           | Примітки    |
| --------- | --------------------------- | ----------------- | -------------- | ----------- |
| 2005      |                             | Dubplate Drama    | Скарлетт       |             |
| 2009      | «Льюїс»                     | Lewis             | Марина Гартнер | 1 епізод    |
| 2012      | «NCIS: Полювання на вбивць» | NCIS              | Ава Баранскі   | 1 епізод    |
| 2012      | «Декстер»                   | Dexter            | Надя           | 9 епізодів  |
| 2013–2015 | «Сонна лощина»              | Sleepy Hollow     | Катріна Крейн  | 26 епізодів |